# 너지 페렌츠

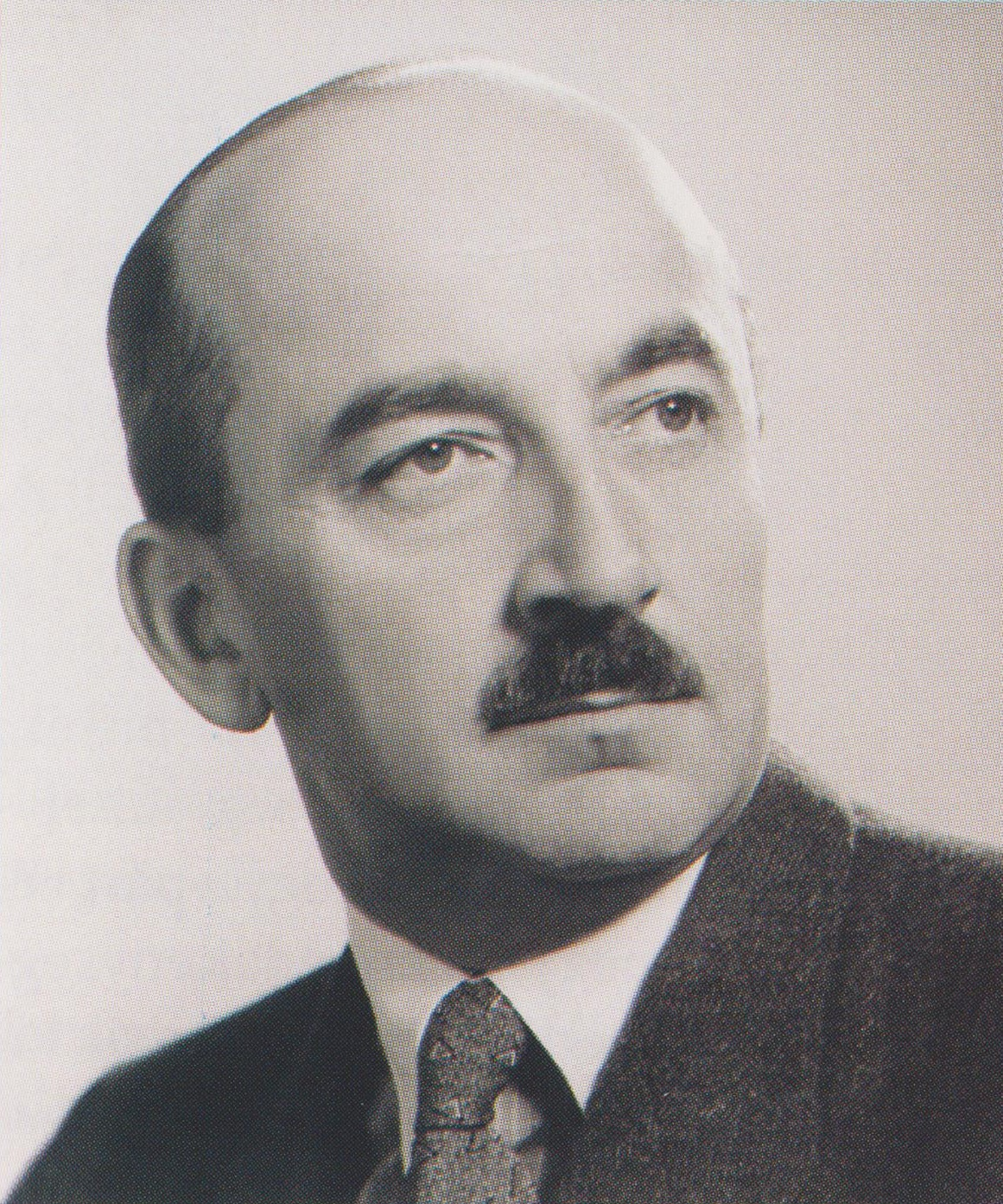
너지 페렌츠

너지 페렌츠(헝가리어: Nagy Ferenc, 1903년 10월 8일 비셰 ~ 1979년 6월 12일 미국 버지니아주 헌던)는 헝가리의 정치인이다. 소작농 가문 출신이며 소작농 농민 노동자 시민 독립당에서 활동했다.
1945년 11월 29일부터 1946년 2월 5일까지 헝가리 국회의장을 역임했으며 1946년 2월 4일부터 1947년 5월 31일까지 헝가리 제2공화국의 총리를 역임했다. 헝가리를 소련으로부터 구하고자 애썼지만 실패했다. 여기에는 사연이 있었는데 소련이 너지 페렌츠의 아들을 납치했던 것이 원인이었다. 헝가리를 떠난 이후에는 미국으로 망명했다.